# Tayleur (clipper)
Le Tayleur est un clipper britannique de l'entreprise Charles Moore & Company.

## Histoire
Il est affrété par la White Star Line lors de sa traversée inaugurale en janvier 1854. Parti de Liverpool le 19 janvier, il transporte à destination de l'Australie de nombreux immigrants attirés par la découverte de gisements d'or. L'équipage est pour sa part mal formé : la moitié des marins seulement sont compétents, et une dizaine ne parle même pas anglais. Qui plus est, le navire est mal entretenu et son compas est perturbé par la coque d'acier.
Ainsi, au bout de deux jours de traversée, alors que le navire était supposé naviguer vers le sud et la mer d'Irlande, il se dirige en réalité plein ouest, vers les côtes irlandaises. Lorsque l'équipage aperçoit les rochers sur la route du navire, il est trop tard et le gouvernail, trop petit, ne permet pas d'éviter la collision. L'équipage abat un mât et parvient à faire gagner la terre ferme à une partie des occupants du navire, qui est ensuite emporté par une tempête et coule dans des eaux plus profondes.
Le nombre de victimes est inconnu avec précision, de même que le nombre de personnes embarquées, qui varie de 528 à 680. Le nombre de morts est estimé entre 297 et 380. La White Star Line elle-même n'est pas inquiétée ; le capitaine Noble est en revanche accusé de négligence, de même que les propriétaires du navire.